# Carl Theodor Sørensen
Søren Carl Theodor Marius Sørensen (24. července 1893, Altona, Hamburk, Německo – 12. září 1979, Kodaň, Dánsko) byl dánský krajinářský a zahradní architekt, který je považován za jednoho z největších zahradních architektů 20. století. Byl současníkem Američana Thomase Churche, Angličana Geoffreyho Jellicoea a Mexičana Luise Barragána, patřil k vůdčím osobnostem první generace modernistů v krajinářské architektuře. Nejvíce se proslavil návrhem prvního dětského hřiště nového typu ve čtvrti Emdrup v Kodani z roku 1940 (ve spolupráci s učitelem Hansem Dragehjelmem). Jeho asi nejvýznamnější realizací je veřejný park a krajinářské řešení celého areálu Aarhuské univerzity z 30. let, v roce 2006 zařazeno do tzv. Dánského kulturního kánonu. Dále je třeba zmínit alespoň oválné zahrady v Nærumu severně od Kodaně z let 1948–1952.

## Život a kariéra

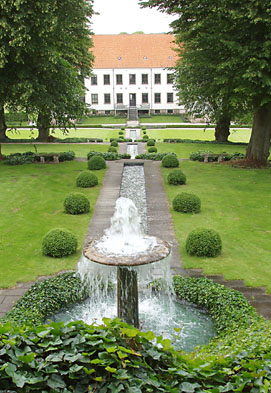
Vodní zahrada na zámku Clausholm

Carl Theodor Sørensen byl plodným autorem. Vedle četných krajinářských a zahradních realizací vydal osm knih a napsal stovky článků. Většina však vyšla v dánštině, Pouze jedna krátká kniha byla přeložena do angličtiny, další do němčiny a nizozemštiny. Jeho knihy se zabývají úlohou volného prostoru v městském životě, zahradnictvím, historií zahradního umění, principy zahradní tvorby, vzděláváním a obsahují také autobiografické údaje. 
Jeho návrhy odrážejí modernistické hnutí a jsou charakteristické na jedné straně výraznými geometrickými tvary, na druhé straně využitím přirozených půvabných tvarů původního terénu. V roce 1940 začal vyučovat na Královské dánské akademii výtvarných umění v Kodani (Det Kongelige Danske Kunstakademi – Billedkunst Skolerne) a v letech 1954–1963 zde byl profesorem krajinářské a zahradní architektury. Za jeho dílo a přínos mu byla v roce 1945  udělena Eckersbergova medaile a v roce 1972 medaile prince Evžena.

### Aarhuská univerzita
O vznik univerzity usilovala místní samospráva i podnikatelé již od roku 1921. Důvodem byla nejen značná vzdálenost do Kodaně, ale též velký nárůst zájmu o studium po první světové válce, takže kapacity vysokých škol v hlavním městě nestačily. Aarhuská univerzita byla založena 11. září 1928 (původně s poněkud odlišným názvem) a zpočátku měla jen desítky studentů. Výuka probíhala v zapůjčených prostorách, takže potřeba výstavby vlastního kampusu byla naléhavá. Poté, co v roce 1929 obec darovala univerzitě poměrně rozsáhlé pozemky, byla v roce 1930 vypsána architektonická soutěž.
Budovy projektu na celý kampus univerzity společně vypracovala trojice architektů Christian Frederik Møller (který byl nejmladší), Kay Fisker a jeho spolužák ze studií architektury Povl Stegmann. Částečně byli inspirováni odborářskou vysokou školou ADBG (Allgemeinen Deutschen Gewerkschaftsbundes) v Bernau u Berlína, kterou navrhl švýcarský architekt Hannes Meyer, druhý ředitel Bauhausu a kterou Povl Stegmann viděl na své studijní cestě do Německa. 
Důležitou roli v projektu sehrál ale také právě Carl Theodor Sørensen. Výše uvedení architekti navrhli ucelené řešení ve stylu dánského funkcionalismu, kde celý areál byl rozdělen na několik menších částí. Aby každá část byla pečlivě přizpůsobena a začleněna do místní zvlněné krajiny, o to se  zasloužil právě tento krajinářský specialista. Jejich společný návrh získal v roce 1931 první cenu v architektonické soutěži a brzy začala výstavba, byť s menšími úpravami proti vítěznému projektu (např. změna střešní krytiny). 
První budovy komplexu byly dokončeny v roce 1933. Původně v nich sídlily katedry chemie, fyziky a anatomie (později se přestěhovaly do novějších budov). Slavnostní otevření nového kampusu se uskutečnilo 11. září 1933 za účasti krále Kristiána X., královny Alexandry, jejich syna korunního prince Frederika a předsedy vlády Thorvalda Stauninga spolu s tisícovkou pozvaných hostů. Poprvé byl také oficiálně použit nový název univerzity.
Ale když se Povl Stegmann stal v roce 1937 ředitelem technické školy v Aalborgu a současně dostal na starost ještě také plánování rezidencí profesorů této střední školy, z konsorcia pro výstavbu univerzity vystoupil (a později, během okupace Dánska, byl zavražděn). Stavba dalších budov kampusu pokračovala celá 30. léta a menším tempem také po obsazení Dánska nacisty. V roce 1942 přerušil spolupráci také Kay Fisker, takže Christian Frederik Møller zůstal na dokončení Aarhuské univerzity sám. V roce 1943 byla hotova většina kampusu, chyběla však rozestavěná hlavní budova. 
Møller byl přítomen na staveništi, když 31. října 1944  RAF bombardovalo univerzitní koleje, protože bylo známo, že je obsadilo ředitelství gestapa. Během útoku bomba omylem zasáhla také nedokončenou hlavní budovu. Møller byl jen lehce zraněn, ale  asi deset stavbařů zahynulo. Hlavní budova byla dokončena až po válce, v roce 1946. Později byly postaveny ještě některé další budovy, které Christian Frederik Møller projektoval již sám, především budova knihovny (tzv. knižní věž z let 1960–1963) nebo budova Bartholin (1971–1974). Ale i tyto budovy cíleně navrhl tak, aby navazovaly na původní architektonický design z roku 1931. 
V roce 2006 byl původní kampus Aarhuské univerzity včetně krajinářského řešení celého areálu, které navrhl právě Carl Theodor Sørensen, vybrán mezi dvanáct nejvýznamnějších architektonických a krajinářských děl dánského kulturního dědictví a zapsán na seznam tzv. Dánského kulturního kánonu (12 vybraných děl zahrnuje časové rozpětí od románského kostela z 12. století až po nejnovější stavbu z roku 1998).

### Dětské hřiště ve čtvrti Emdrup
První hřiště pro děti nového typu vzniklo během druhé světové války, v roce 1943, ve čtvrti Emdrup v hlavním městě Kodani (myšlenka a první návrhy v roce 1940). V dánštině se pro označení tohoto typu hřiště používá nebo používalo více názvů, např. „skrammellegeplads“, později se stále více prosazovalo slovo „byggelegeplads" (doslova „stavební hřiště“), jiní se domnívají že vhodnější je označení „aktiv legepladser“ (aktivní hřiště). Děti zde mimo jiné stavěly domečky z recyklovaných materiálů. Tato myšlenka se rozšířila i do světa, ale až v roce 1947 byla v Dánsku otevřena další hřiště tohoto typu. Do roku 1965 bylo v celé zemi 11 oficiálně uznaných  hřišť tohoto typu. Původní hřiště ve čtvrti Emdrup stále existuje, byť pochopitelně ve značně pozměněné podobě.
Stavební nebo aktivní hřiště je označení pro vymezený veřejný prostor, kde na rozdíl od běžného dětského hřiště nejsou např. houpačky, ale je založeno na myšlence, že děti nejlépe prospívají, když si mohou aktivně hrát, využívat svou fantazii a mají dobré příležitosti k tvůrčímu vyjádření. Sørensen se opakovaně vyjádřil, že „dětská hřiště jsou nejdůležitější formou veřejné výstavby ve městě“. Byl přesvědčen, že děti potřebují ke hře slunce a otevřený prostor, a nesnášel dobové tendence využívat pro hru dětí tmavé prostory a malé stinné dvorky.

### Oválné zahrady vNærumu
Tzv. oválné zahrady (dánsky De Runde Haver nebo De Ovale Haver) je název zahrádkářské kolonie a zahrádkářského spolku v Nærum severně od Kodaně. Název je odvozen od zvláštního tvaru zahrad. Jednotlivé zahrady mají eliptický půdorys a jsou ohraničené  živým plotem na travnatém, ale kopcovitém pozemku. Sdružení bylo založeno v roce 1946 a v roce 1948 byly pozemky, na nichž se zahrady nacházejí, pronajaty zahrádkářskému spolku až do roku 2000 (později prodlouženo do roku 2024). Nacházejí se na jižním okraji tohoto malého města, hned vedle lesoparku Dyrehaven. Lesopark byl v roce 2006 také vybrán mezi dvanáct nejvýznamnějších architektonických a krajinářských děl dánského kulturního dědictví a zapsán na seznam tzv. Dánského kulturního kánonu, v roce 2010 byl navržen a v roce 2015 zapsán na Seznam světového kulturního dědictví UNESCO. 
Neobvyklé uspořádání celé zahrádkářské kolonie v Nærumu navrhl Sørensen v roce 1948. Připravil celkem čtyři návrhy a jeden z nich byl přijat. Zahrádkářská kolonie byla vybudována v letech 1948–1952 a původně měla 44 zahrad, dnes jich je padesát. Zahrady byly v roce 1991 zapsány na seznam mimořadných zahrad a každoročně je navštěvují zahradní a krajinářští architekti z Evropy, USA a Japonska. V roce 2008 zakoupila jednu ze zahrad s posledním původním zahradním domkem Dánská agentura pro kulturní dědictví, aby zde vytvořila zahradu, která by přesně odpovídala původní podobě z padesátých let. Dřevěný domek však byl už natolik zchátralý, že musel být zbourán a postaven nový, zahrada byla obnovena přesně podle dochovaných původních plánů.
Carl Theodor Sørensense se k neobvyklé podobě zahrad vyjádřil mimo jiné takto: „Sousedé se vždycky hádají o společný živý plot. Jak by se měl stříhat? Jak má být vysoký? Tady má každý svůj vlastní živý plot a mezi nimi je území nikoho. Tak se o tom nemusí dohadovat!“

## Vybrané realizace
- Aarhuská univerzita (1931): vítězné řešení v architektonické soutěži, Sørensen navrhl veřejný park, krajinářské řešení celého areálu a začlenění všech budov, které navrhli  Christian Frederik Møller, Kay Fisker a Povl Stegmann. V roce 2006 vybráno na seznam dvanáct nejvýznamnějších architektonických a krajinářských děl. součást tzv. Dánského kulturního kánonu.
- Ryparken, sídliště v Kodani 1931–1934).
- Park na Bellevue Strand v Kodani (1932).
- Park Blidah v Hellerupu, předměstí Kodaně (1933–1935).
- Park Humleorehus u města Ringsted, región Sjælland (1934–1945).
- Klokkergården, bytový dům v Kodani (1937–1939).
- Dětské hřiště nového typu ve čtvrti Emdrup, Kodaň (1940–1941).
- Pamětní park Kongenshus, asi 25 kilometrů od Viborgu, střední Jutsko (1945–1953).
- Oválné zahrady v Nærumu (návrh 1948; vybudovány 1948–1952).
- Kostelní náměstí, Kalundborg, Sjælland (1952).
- Bellahøj, divadlo pod širým nebem a okolní venkovní plochy, Kodaň (1947–1958).
- Vitus Berings Park I + Vitus Berings Park II, Horsens, východ Jutska (1954–1956).[18]
- Angli V, továrna s parkem, Birk u Herningu, nyní Herning Art Museum (1963–1968).
- Vodní hrad Egeskov na ostrově Fyn: několik zahrad (např. bylinková), 1969–1974).
- Sonja Poll Garden, Holte, severní předměstí Kodaně (navrženy pro jeho dceru, 1970).
- Zámecký park Clausholm, východní Jutsko: vodní prvky a kaskádový systém (1972–1976).
- Sveriges Riksbank ve Stockholmu (centrální banka Švédska): atriová zahrada a zimní zahrady (1973–1976).
- Geometrické zahrady v Herningu, střední Jutsko.[19]

## Fotogalerie

### Krajinářské řešení Aarhuské univerzity

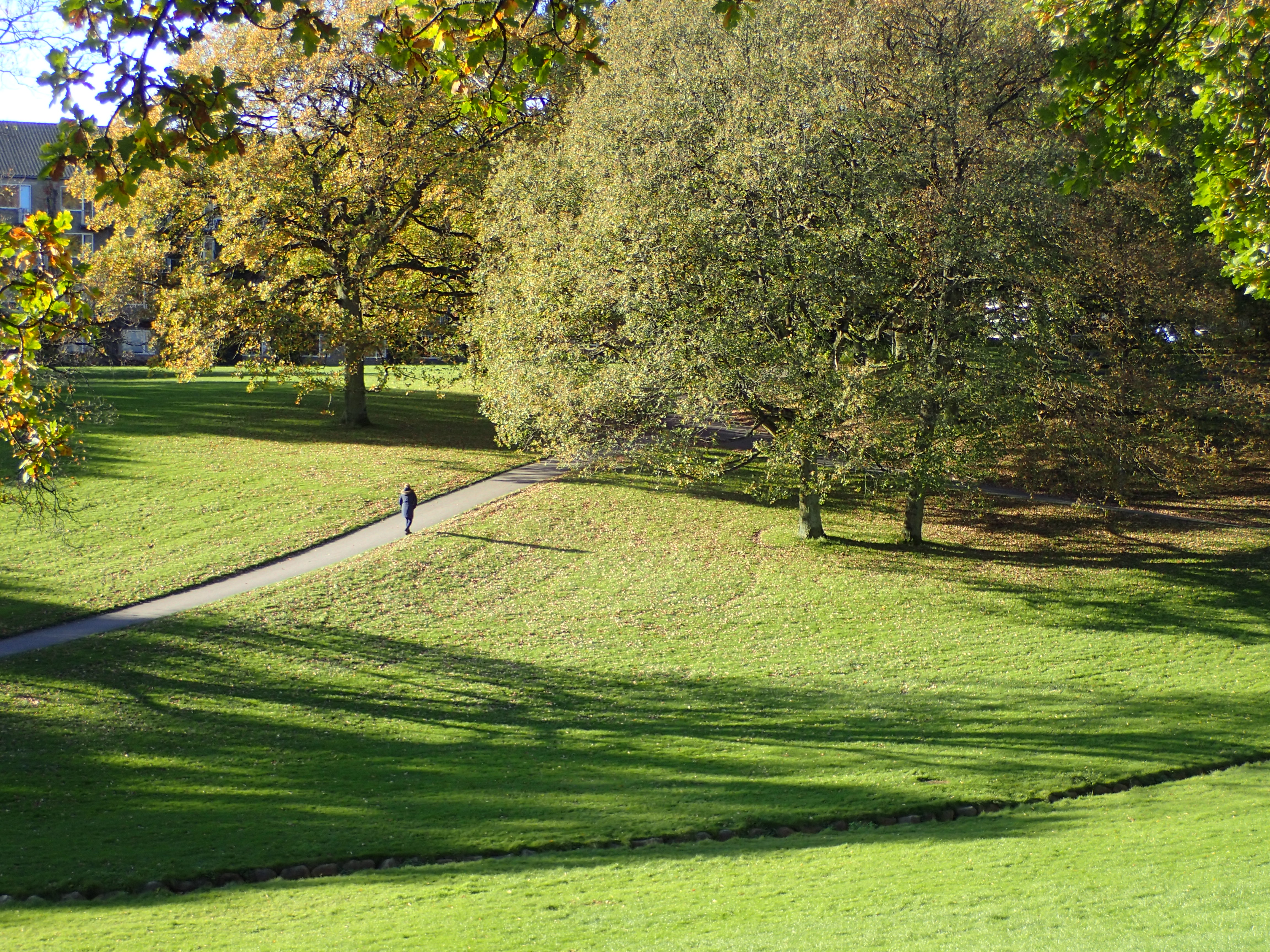
univerzitní park
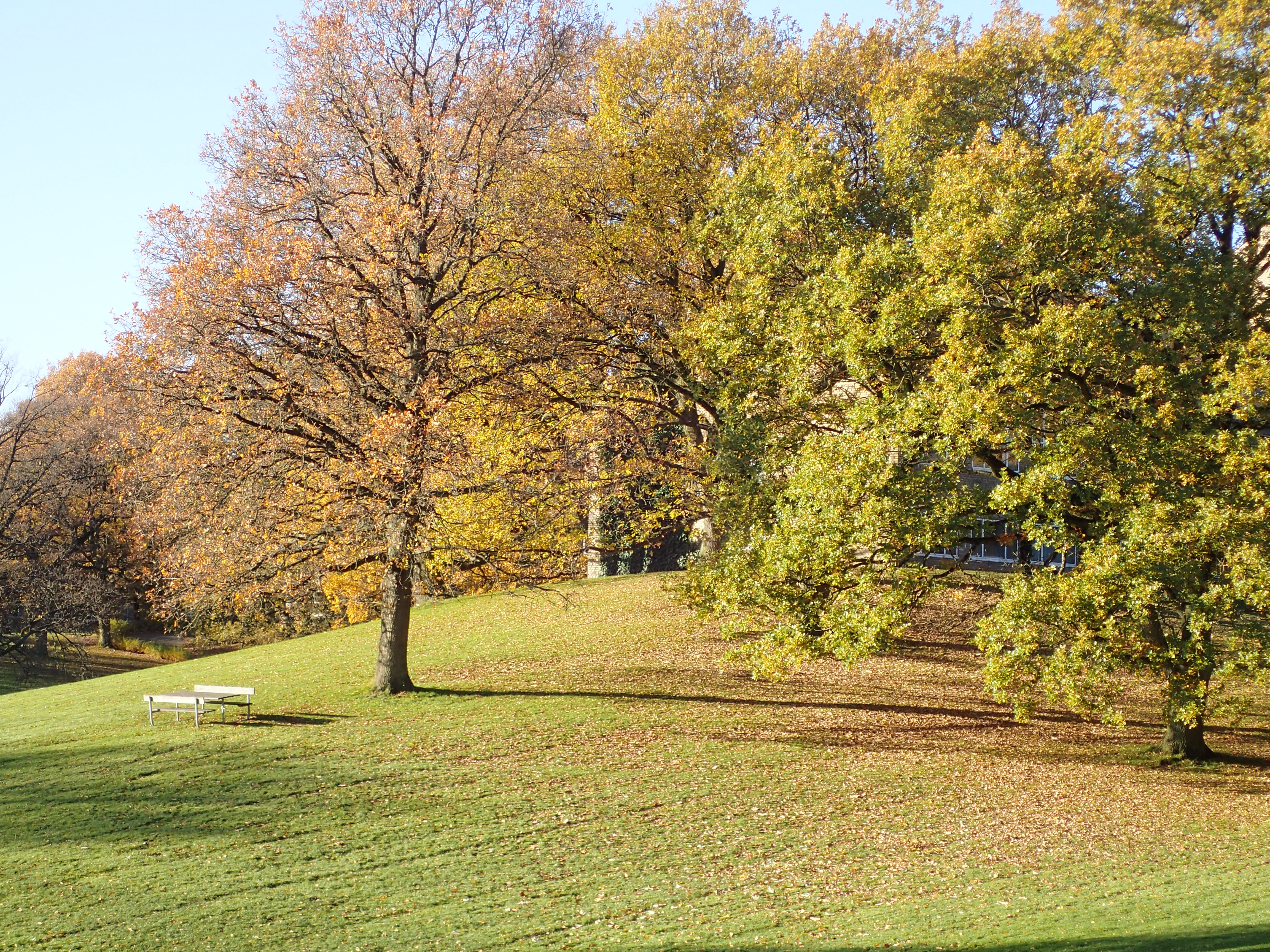
univerzitní park
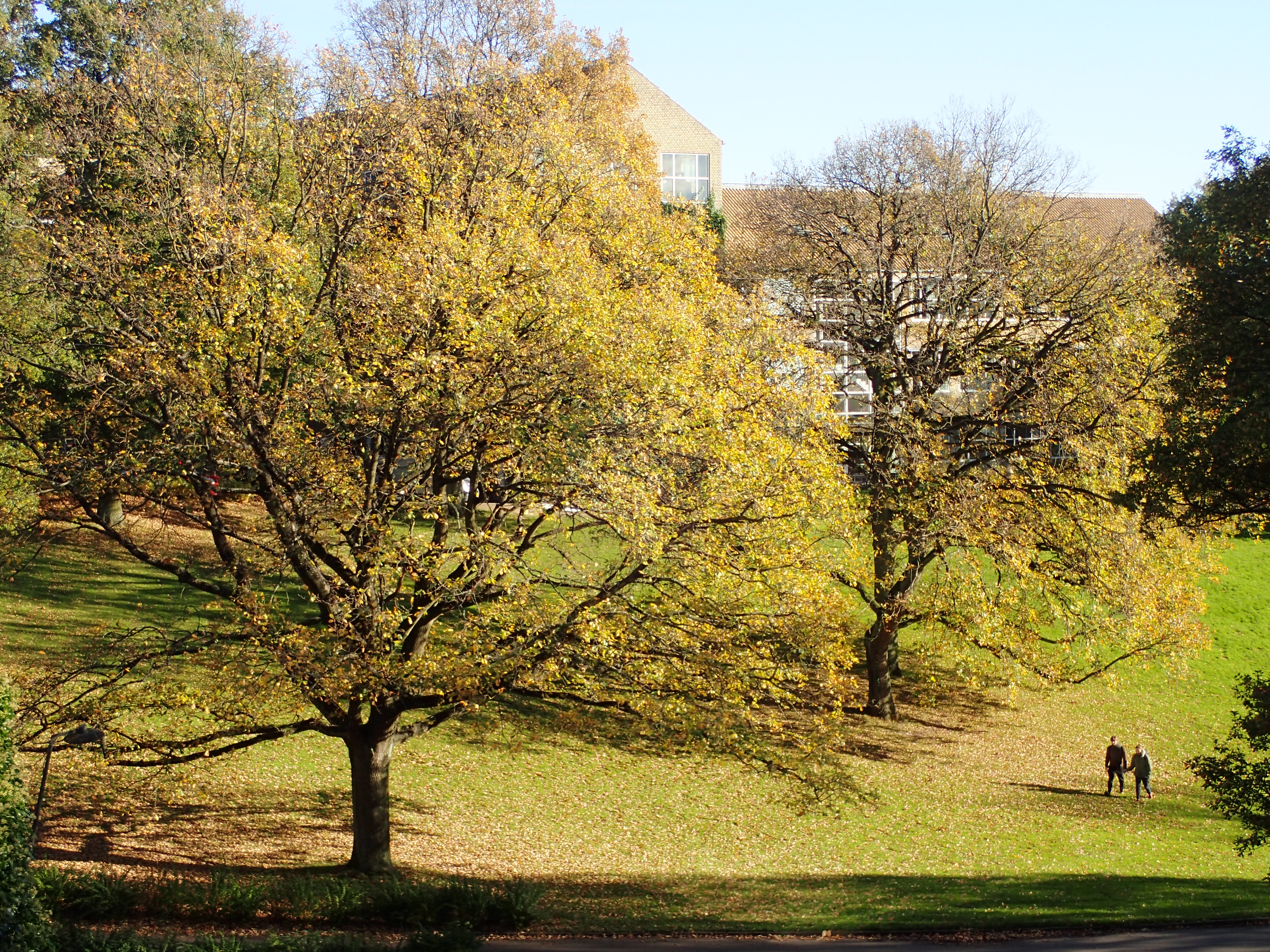
univerzitní park (v pozadí jedna z budov)
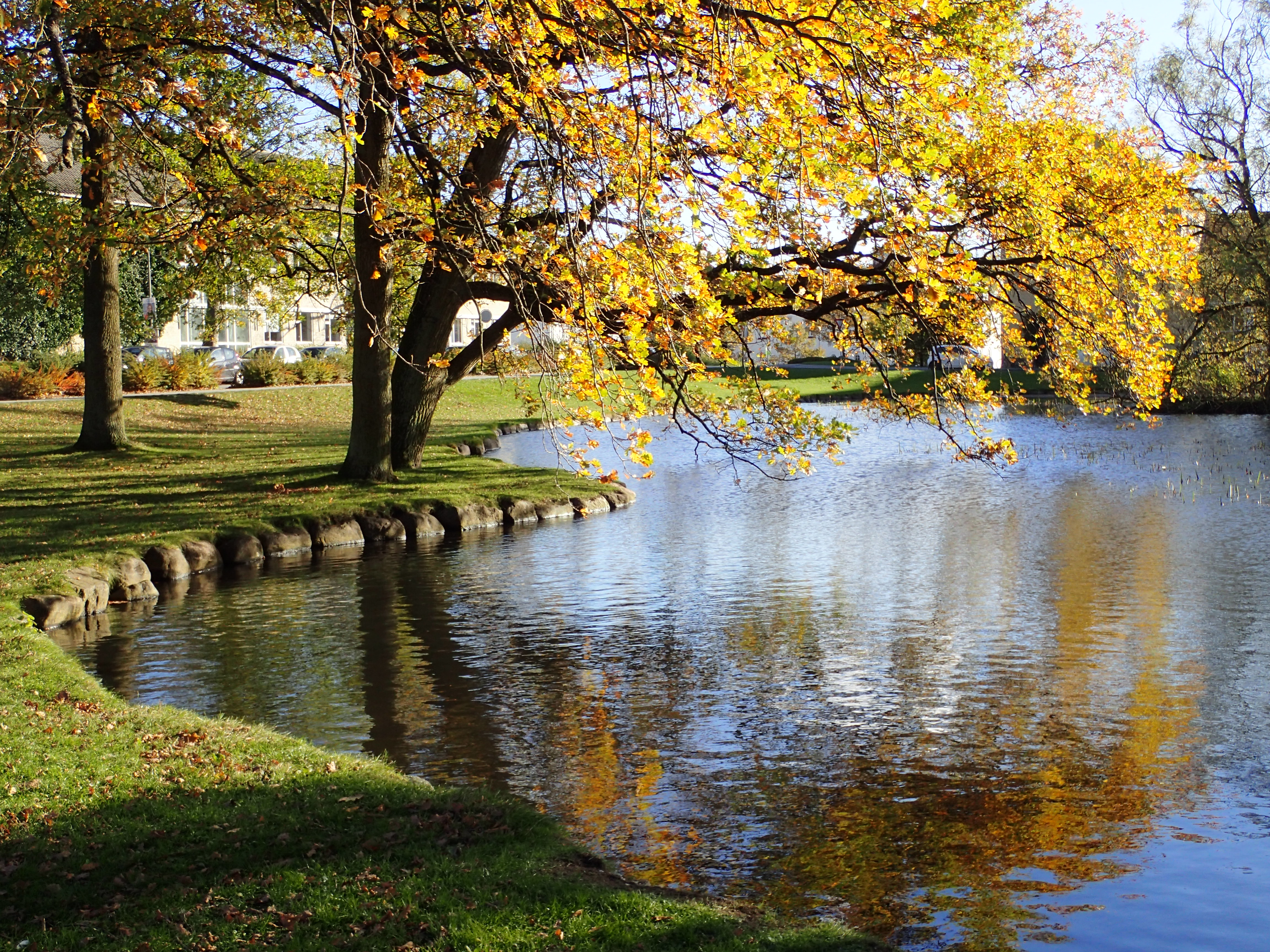
jezírka a vodní prvky (v pozadí jedna z budov)

### Jiné realizace

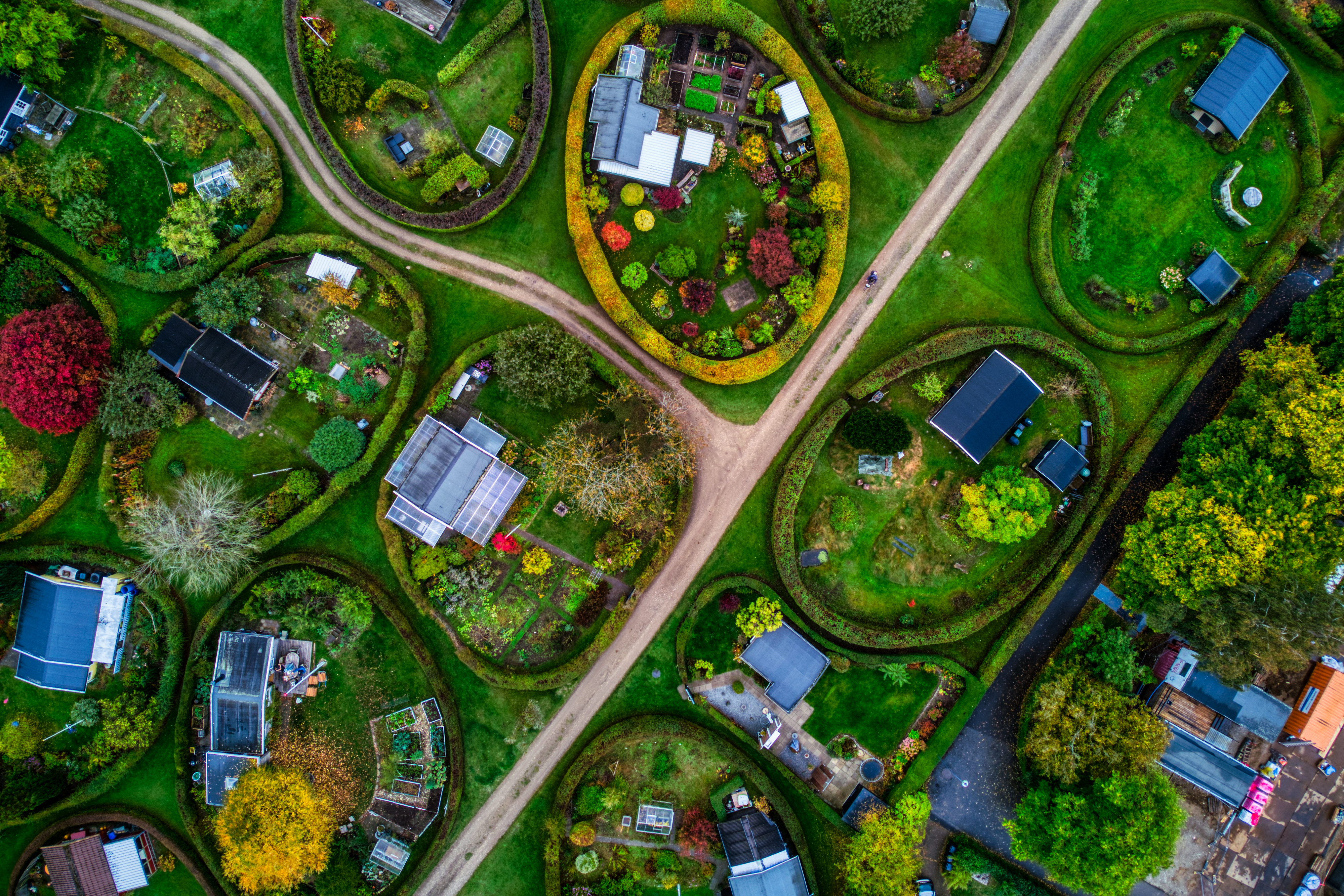
Letecký pohled na oválné zahrady (říjen 2022)
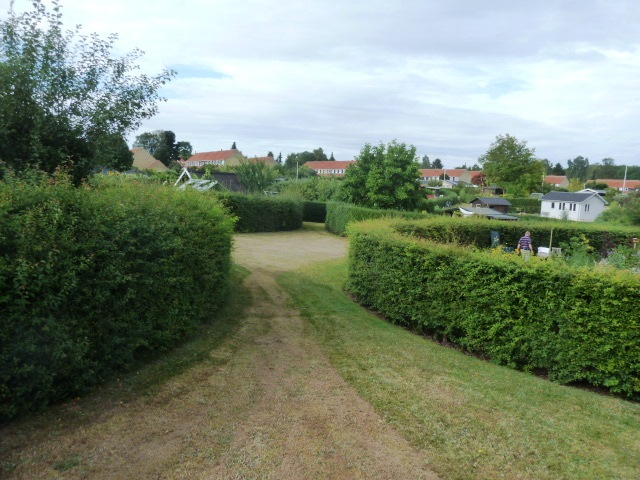
Živé ploty na malé části oválných zahrad (2014)
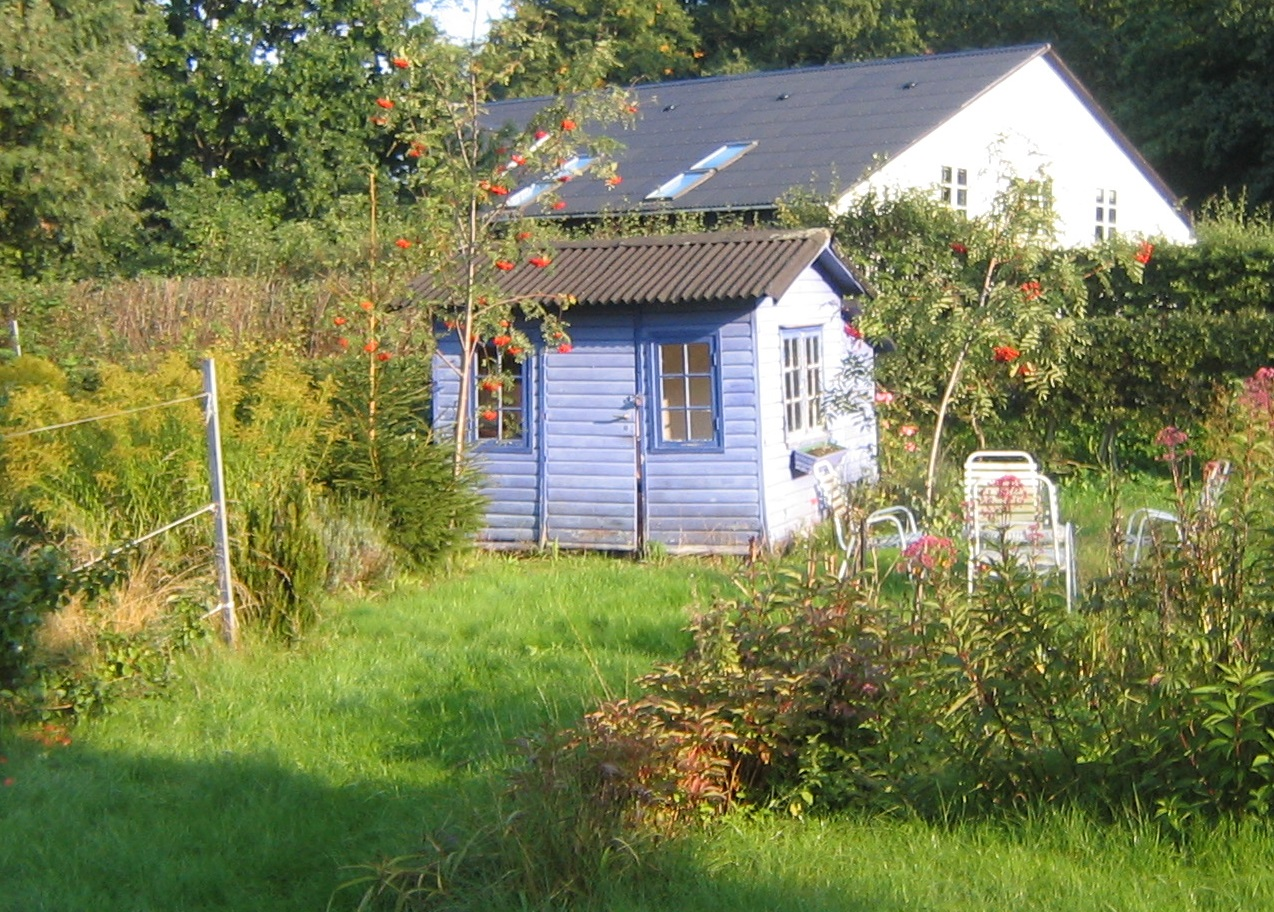
Poslední z  původních domků, stav v roce 2008, kdy zahradu zakoupila Dánská památková agentura
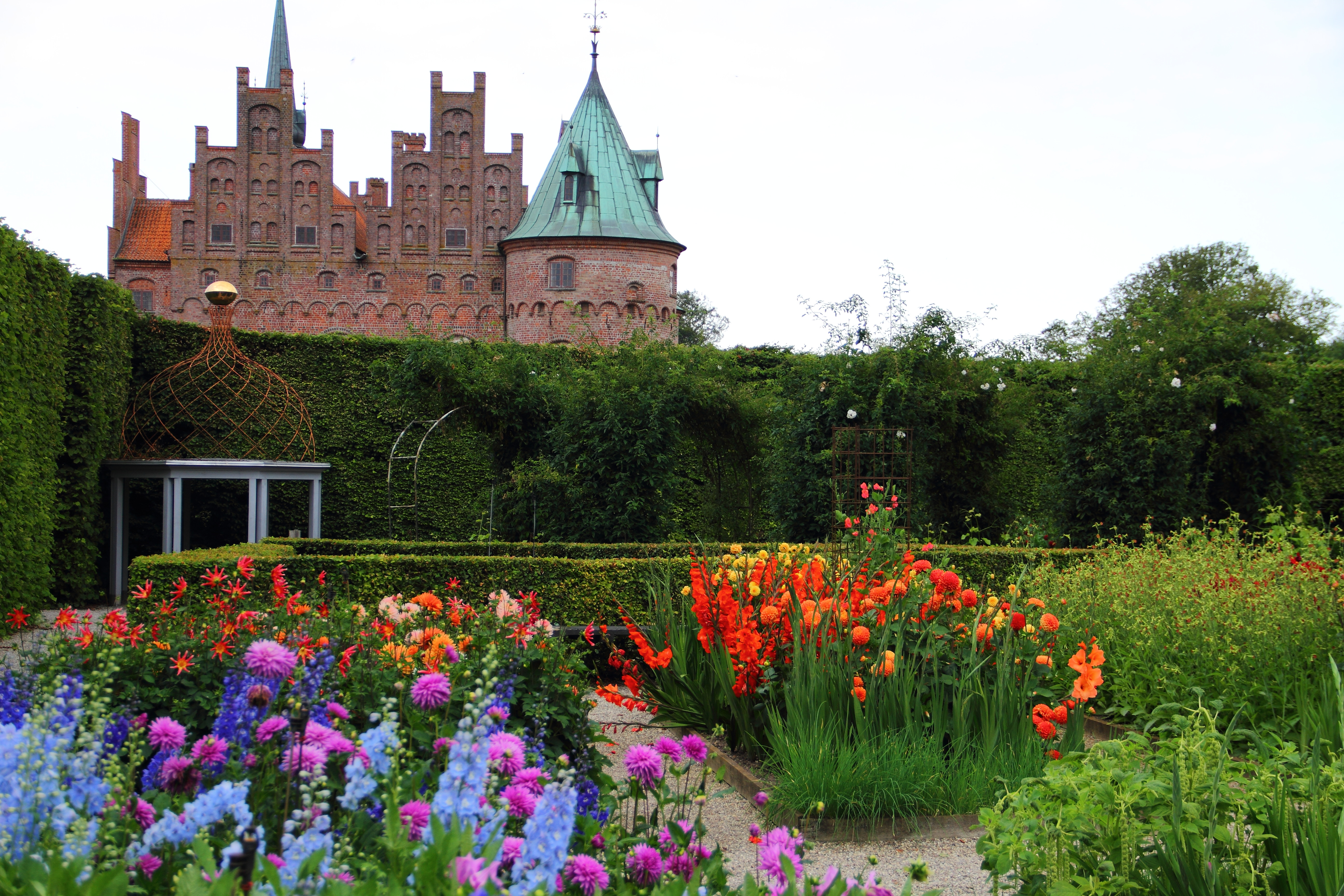
Zahrada u vodního hradu Egeskov